# Copa Mundial de Clubes de la FIFA 2018
El Copa Mundial de Clubes de la FIFA 2018 (conocida oficialmente como FIFA Club World Cup UAE 2018 presentada por Alibaba Cloud por motivos de patrocinio) fue la decimoquinta edición. El evento fue disputado en los Emiratos Árabes Unidos por los campeones de las distintas confederaciones más el campeón local, por ser país organizador.
Esta fue la cuarta ocasión en la que los Emiratos Árabes Unidos recibe a esta competición, ya que anteriormente este país había albergado las ediciones 2009, 2010 y 2017.
El campeón fue nuevamente el Real Madrid, que logró su cuarto título al vencer al local Al-Ain en la final por 4 a 1, siendo este último el primer equipo de Oriente Medio en jugar la final en la Copa Mundial de Clubes de la FIFA. También el conjunto español se convirtió en el club más laureado de este certamen, superando al Barcelona del mismo país.
Los clubes europeos han ganado 10 de las últimas 11 ediciones del torneo, las últimas 6 de manera consecutiva.

## Sedes
El proceso de aplicación para las sedes de 2017 y 2018, así como para las ediciones de 2015 y 2016, es decir dos sedes distintas cada dos años, comenzó en febrero de 2014. Las asociaciones miembro interesadas en organizar el torneo debieron presentar una declaración de interés el 30 de marzo de 2014 y proporcionar el conjunto completo de documentos de licitación el 25 de agosto de 2014. El Comité Ejecutivo de FIFA fue a seleccionar las sedes en la reunión de Marruecos en diciembre de 2014, llaecisión final fue postergada hasta las reuniones del comité ejecuti8oiil 19 y 20 de marzo.
Los siguientes países expresaron un interés de proponerse como sedes del torneo:
- Brasil
- India[8]
- Japón
- EAU

Los Emiratos Árabes Unidos fueron oficialmente anunciados como sede de los torneos de 2017 y 2018 el 21 de marzo de 2015.
Los estadios en donde se disputó el torneo son el Estadio Jeque Zayed localizado en Abu Dabi y el Estadio Hazza bin Zayed en Al Ain. Fue la primera vez desde 2012 en que se utilizan los mismos estadios de la edición inmediatamente anterior.
| Abu Dabi                                             | Abu Dabi Al Ain | Al Ain                                             |
| ---------------------------------------------------- | --------------- | -------------------------------------------------- |
| Estadio Jeque Zayed                                  | Abu Dabi Al Ain | Estadio Hazza bin Zayed                            |
| 24°24′57.92″N 54°27′12.93″E / 24.4160889, 54.4535917 | Abu Dabi Al Ain | 24°14′44.14″N 55°42′59.7″E / 24.2455944, 55.716583 |
| Capacidad: 49 500                                    | Abu Dabi Al Ain | Capacidad: 25 000                                  |
|                                                      | Abu Dabi Al Ain |                                                    |

## Clubes clasificados
Los equipos participantes se clasificarán a lo largo del año a través de las seis mayores competiciones continentales y la primera división del país anfitrión. En cursiva, los equipos debutantes en la competición.
| Región                                  | Equipo             | Vía de clasificación                                  |
| --------------------------------------- | ------------------ | ----------------------------------------------------- |
| Europa                                  | Real Madrid        | Campeón de la Liga de Campeones de la UEFA (2017-18)  |
| América del Sur                         | River Plate        | Campeón de la Copa Conmebol Libertadores (2018)       |
| Norte, Centroamérica y Caribe           | Guadalajara        | Campeón de la Liga de Campeones de la Concacaf (2018) |
| Asia                                    | Kashima Antlers    | Campeón de la Liga de Campeones de la AFC (2018)      |
| África                                  | Espérance de Tunis | Campeón de la Liga de Campeones de la CAF (2018)      |
| Oceanía                                 | Team Wellington    | Campeón de la Liga de Campeones de la OFC (2018)      |
| Pais organizador Emiratos Árabes Unidos | Al-Ain             | Campeón de la Liga Árabe del Golfo (2017-18)          |

Notas
1. ↑  Al-Ain ganó la UAE Pro-League 2017-18 el 21 de abril de 2018. Su participación en la Copa Mundial de Clubes de la FIFA 2018 se confirmó oficialmente después de que Al-Jazira se convirtiera en el último equipo de EAU que no sea Al-Ain en ser eliminado de la Liga de Campeones de la AFC 2018. El propio Al-Ain quedó fuera de la Liga de Campeones de la AFC 2018 el 15 de mayo de 2018, confirmando así su inicio de participación en la primera ronda.

## Árbitros
| AFC - Ryūji Satō - Toru Sagara (asistente) - Hiroshi Yamauchi (asistente) - Mohammed Abdulla Hassan (VAR) Concacaf - Jair Marrufo - Frank Anderson (asistente) - Corey Rockwell (asistente) - Mark Geiger (VAR) Conmebol - Wilton Sampaio - Rodrigo Correa (asistente) - Bruno Boschilia (asistente) - Mauro Vigliano (VAR) CAF - Bamlak Tessema - Zakhele Siwela (asistente) - Waleed Ahmed (asistente) OFC - Matthew Conger - Tevita Makasini (asistente) - Mark Rule (asistente) UEFA - Gianluca Rocchi - Elenito Di Liberatore (asistente) - Mauro Tonolini (asistente) - Paweł Gil (VAR) - Massimiliano Irrati (VAR) - Danny Makkelie (VAR) |

## Partidos
El 4 de septiembre se llevó a cabo el sorteo en la sede de la FIFA en Zúrich, Suiza, para decidir los enfrentamientos de la segunda ronda (entre el ganador de la primera ronda, los equipos de AFC, CAF, Concacaf) y los oponentes de los vencedores de la segunda ronda en las semifinales (equipos de la Conmebol y la UEFA). En el momento del sorteo, no se conocía la identidad de los equipos de AFC, CAF y Conmebol.

### Cuadro de desarrollo
|  | Primera ronda              | Primera ronda            |                            |                 | Segunda ronda            | Segunda ronda            |               |               | Semifinales | Semifinales |  |  | Final                      | Final                      |
|  | 12 de diciembre – Al Ain   |                          |                            |                 |                          |                          |               |               |             |             |  |  |                            |                            |
|  | Al-Ain (p.)                | 3 (4)                    |                            |                 | 15 de diciembre – Al Ain | 15 de diciembre – Al Ain |               |               |             |             |  |  |                            |                            |
|  | Al-Ain (p.)                | 3 (4)                    |                            |                 | 15 de diciembre – Al Ain | 15 de diciembre – Al Ain |               |               |             |             |  |  |                            |                            |
|  | Team Wellington            | 3 (3)                    |                            |                 | Espérance de Tunis       | 0                        |               |               |             |             |  |  |                            |                            |
|  | Team Wellington            | 3 (3)                    | 18 de diciembre – Al Ain   |                 | Espérance de Tunis       | 0                        |               |               |             |             |  |  |                            |                            |
|  |                            |                          |                            |                 | Al-Ain                   | 3                        |               |               |             |             |  |  |                            |                            |
|  | River Plate                | 2 (4)                    |                            |                 | Al-Ain                   | 3                        |               |               |             |             |  |  |                            |                            |
|  | River Plate                | 2 (4)                    |                            |                 |                          |                          |               |               |             |             |  |  |                            |                            |
|  |                            |                          | Al-Ain (p.)                | 2 (5)           |                          |                          |               |               |             |             |  |  |                            |                            |
|  |                            |                          | Al-Ain (p.)                | 2 (5)           |                          |                          |               |               |             |             |  |  |                            |                            |
|  |                            |                          | 22 de diciembre – Abu Dabi |                 |                          |                          |               |               |             |             |  |  |                            |                            |
|  |                            |                          |                            |                 |                          |                          |               |               |             |             |  |  |                            |                            |
|  | Al-Ain                     | 1                        |                            |                 |                          |                          |               |               |             |             |  |  |                            |                            |
|  | Al-Ain                     | 1                        | 15 de diciembre – Al Ain   |                 |                          |                          |               |               |             |             |  |  |                            |                            |
|  |                            | Real Madrid              | 4                          |                 |                          |                          |               |               |             |             |  |  |                            |                            |
|  |                            |                          | 4                          | Kashima Antlers | 3                        |                          |               |               |             |             |  |  |                            |                            |
|  | 19 de diciembre – Abu Dabi |                          |                            | Kashima Antlers | 3                        |                          |               |               |             |             |  |  |                            |                            |
|  |                            | Guadalajara              | 2                          |                 |                          |                          |               |               |             |             |  |  |                            |                            |
|  | Kashima Antlers            | Guadalajara              | 2                          | 1               |                          |                          |               |               |             |             |  |  |                            |                            |
|  | Kashima Antlers            | Quinto puesto            | Quinto puesto              | 1               |                          |                          | Tercer puesto | Tercer puesto |             |             |  |  |                            |                            |
|  |                            | Quinto puesto            | Quinto puesto              |                 | Real Madrid              | 3                        | Tercer puesto | Tercer puesto |             |             |  |  |                            |                            |
|  | Espérance de Tunis (p.)    | 1 (6)                    | Kashima Antlers            | 0               | Real Madrid              | 3                        |               |               |             |             |  |  |                            |                            |
|  | Espérance de Tunis (p.)    | 1 (6)                    | Kashima Antlers            | 0               |                          |                          |               |               |             |             |  |  |                            |                            |
|  | Guadalajara                | 1 (5)                    | River Plate                | 4               |                          |                          |               |               |             |             |  |  |                            |                            |
|  | Guadalajara                | 1 (5)                    | River Plate                | 4               |                          |                          |               |               |             |             |  |  |                            |                            |
|  | 18 de diciembre – Al Ain   | 18 de diciembre – Al Ain |                            |                 |                          |                          |               |               |             |             |  |  | 22 de diciembre – Abu Dabi | 22 de diciembre – Abu Dabi |

Notas:
- Los horarios corresponden a la hora local de Emiratos Árabes Unidos (UTC+4).

### Primera ronda
| 12 de diciembre de 2018 | Al-Ain                                     | 3:3 (3:3, 1:3) (t. s.)(4:3 p.) | Team Wellington                            | Estadio Hazza bin Zayed, Al Ain                                            |                                                                            |
| 19:30                   | Shiotani 45' · Doumbia 49' · Berg 85'      | Reporte                        | Barcia 11' · Clapham 15' · Ilich 44'       | Asistencia: 15 279 espectadores Árbitro(s): Ryūji Satō VAR: Danny Makkelie | Asistencia: 15 279 espectadores Árbitro(s): Ryūji Satō VAR: Danny Makkelie |
|                         |                                            | Tiros desde el punto penal     |                                            |                                                                            |                                                                            |
|                         | Diaky · Berg · El Shahat · Shiotani · Caio |                                | Allen · Kilkolly · Ilich · Watson · Gulley |                                                                            |                                                                            |

### Segunda ronda
| 15 de diciembre de 2018 | Kashima Antlers                            | 3:2 (0:1) | Guadalajara                          | Estadio Hazza bin Zayed, Al Ain                                                   |                                                                                   |
| 17:00                   | Nagaki 49' · Serginho 69' (pen.) · Abe 84' | Reporte   | Zaldívar 3' · Léo Silva 90+4' (a.g.) | Asistencia: 3997 espectadores Árbitro(s): Bamlak Tessema VAR: Massimiliano Irrati | Asistencia: 3997 espectadores Árbitro(s): Bamlak Tessema VAR: Massimiliano Irrati |

| 15 de diciembre de 2018 | Espérance de Tunis | 0:3 (0:2) | Al-Ain                                   | Estadio Hazza bin Zayed, Al Ain                                           |                                                                           |
| 20:30                   |                    | Reporte   | Ahmed 2' · El Shahat 16' · Al-Ahbabi 60' | Asistencia: 21 333 espectadores Árbitro(s): Jair Marrufo VAR: Mark Geiger | Asistencia: 21 333 espectadores Árbitro(s): Jair Marrufo VAR: Mark Geiger |

### Quinto lugar
| 18 de diciembre de 2018 | Espérance de Tunis                                                              | 1:1 (1:1) (6:5 p.)         | Guadalajara                                                                   | Estadio Hazza bin Zayed, Al Ain                                              |                                                                              |
| 17:30                   | Belaïli 38' (pen.)                                                              | Reporte                    | Sandoval 5' (pen.)                                                            | Asistencia: 5883 espectadores Árbitro(s): Matthew Conger VAR: Mauro Vigliano | Asistencia: 5883 espectadores Árbitro(s): Matthew Conger VAR: Mauro Vigliano |
|                         |                                                                                 | Tiros desde el punto penal |                                                                               |                                                                              |                                                                              |
|                         | Belaïli · Machani · Chemman · Bguir · Khenissi · Derbali · Coulibaly · Dhaouadi |                            | Zaldívar · Marín · Godínez · Van Rankin · Salcido · Pineda · Ponce · Brizuela |                                                                              |                                                                              |

### Semifinales
| 18 de diciembre de 2018 | River Plate                                | 2:2 (2:2, 2:1) (t. s.)(4:5 p.) | Al-Ain                                             | Estadio Hazza bin Zayed, Al Ain                                                      |                                                                                      |
| 20:30                   | Borré 11', 16'                             | Reporte                        | Berg 3' · Caio 51'                                 | Asistencia: 21 383 espectadores Árbitro(s): Gianluca Rocchi VAR: Massimiliano Irrati | Asistencia: 21 383 espectadores Árbitro(s): Gianluca Rocchi VAR: Massimiliano Irrati |
|                         |                                            | Tiros desde el punto penal     |                                                    |                                                                                      |                                                                                      |
|                         | Scocco · Quintero · Pratto · Borré · Pérez |                                | Caio · Shiotani · Al-Ahbabi · Abdulrahman · Yaslam |                                                                                      |                                                                                      |

| 19 de diciembre de 2018 | Kashima Antlers | 1:3 (0:1) | Real Madrid        | Estadio Jeque Zayed, Abu Dabi                                                  |                                                                                |
| 20:30                   | Doi 78'         | Reporte   | Bale 44', 53', 55' | Asistencia: 30 554 espectadores Árbitro(s): Wilton Sampaio VAR: Mauro Vigliano | Asistencia: 30 554 espectadores Árbitro(s): Wilton Sampaio VAR: Mauro Vigliano |

### Tercer lugar
| 22 de diciembre de 2018 | Kashima Antlers | 0:4 (0:1) | River Plate                                           | Estadio Jeque Zayed, Abu Dabi                                                        |                                                                                      |
| 17:00                   |                 | Reporte   | Zuculini 24' · Martínez 73', 90+3' · Borré 89' (pen.) | Asistencia: 13 550 espectadores Árbitro(s): Gianluca Rocchi VAR: Massimiliano Irrati | Asistencia: 13 550 espectadores Árbitro(s): Gianluca Rocchi VAR: Massimiliano Irrati |

## Final
Para más detalle véase Final (2018)
| 25    | POR   | Thibaut Courtois |     |
| 2     | DEF   | Dani Carvajal    |     |
| 5     | DEF   | Raphaël Varane   |     |
| 4     | DEF   | Sergio Ramos     |     |
| 12    | DEF   | Marcelo Vieira   |     |
| 10    | MED   | Luka Modrić      |     |
| 18    | MED   | Marcos Llorente  | 82' |
| 8     | MED   | Toni Kroos       | 70' |
| 17    | DEL   | Lucas Vázquez    | 84' |
| 9     | DEL   | Karim Benzema    |     |
| 11    | DEL   | Gareth Bale      |     |
| D. T. | D. T. | Santiago Solari  |     |

| 17    | POR   | Khalid Eisa         |     |
| 23    | DEF   | Mohamed Ahmed       | 64' |
| 5     | DEF   | Ismail Ahmed        |     |
| 14    | DEF   | Mohammed Fayez      |     |
| 33    | DEF   | Tsukasa Shiotani    |     |
| 3     | MED   | Tongo Doumbia       |     |
| 16    | MED   | Mohamed Abdulrahman | 67' |
| 74    | MED   | Hussein El Shahat   |     |
| 7     | MED   | Caio                |     |
| 43    | MED   | Rayan Yaslam        |     |
| 9     | DEL   | Marcus Berg         | 75' |
| D. T. | D. T. | Zoran Mamić         |     |

| 24 | MED | Dani Ceballos   | 70' |
| 14 | MED | Casemiro        | 82' |
| 28 | DEL | Vinícius Júnior | 84' |

| 11 | DEL | Bandar Al-Ahbabi | 64' |
| 6  | MED | Amer Abdulrahman | 67' |
| 88 | MED | Yahia Nader      | 75' |

| 14' · 60' · 79' · 90+1' | Luka Modrić Marcos Llorente Sergio Ramos Yahia Nader | 1 - 0 2 - 0 3 - 0 4 - 1 |

| 86' | Tsukasa Shiotani | 3 - 1 |

| 45' | Sergio Ramos |

| Principal  | Jair Marrufo   |
| Asistentes | Frank Anderson |
|            | Corey Rockwell |
| Cuarto     | Wilton Sampaio |

| VAR            | Danny Makkelie  |
| Asistentes VAR | Bruno Boschilia |
|                | Mark Geiger     |
|                | Mauro Vigliano  |

| 25    | POR   | Thibaut Courtois |     |
| 2     | DEF   | Dani Carvajal    |     |
| 5     | DEF   | Raphaël Varane   |     |
| 4     | DEF   | Sergio Ramos     |     |
| 12    | DEF   | Marcelo Vieira   |     |
| 10    | MED   | Luka Modrić      |     |
| 18    | MED   | Marcos Llorente  | 82' |
| 8     | MED   | Toni Kroos       | 70' |
| 17    | DEL   | Lucas Vázquez    | 84' |
| 9     | DEL   | Karim Benzema    |     |
| 11    | DEL   | Gareth Bale      |     |
| D. T. | D. T. | Santiago Solari  |     |

| 17    | POR   | Khalid Eisa         |     |
| 23    | DEF   | Mohamed Ahmed       | 64' |
| 5     | DEF   | Ismail Ahmed        |     |
| 14    | DEF   | Mohammed Fayez      |     |
| 33    | DEF   | Tsukasa Shiotani    |     |
| 3     | MED   | Tongo Doumbia       |     |
| 16    | MED   | Mohamed Abdulrahman | 67' |
| 74    | MED   | Hussein El Shahat   |     |
| 7     | MED   | Caio                |     |
| 43    | MED   | Rayan Yaslam        |     |
| 9     | DEL   | Marcus Berg         | 75' |
| D. T. | D. T. | Zoran Mamić         |     |

| 24 | MED | Dani Ceballos   | 70' |
| 14 | MED | Casemiro        | 82' |
| 28 | DEL | Vinícius Júnior | 84' |

| 11 | DEL | Bandar Al-Ahbabi | 64' |
| 6  | MED | Amer Abdulrahman | 67' |
| 88 | MED | Yahia Nader      | 75' |

| 14' · 60' · 79' · 90+1' | Luka Modrić Marcos Llorente Sergio Ramos Yahia Nader | 1 - 0 2 - 0 3 - 0 4 - 1 |

| 86' | Tsukasa Shiotani | 3 - 1 |

| 45' | Sergio Ramos |

| Principal  | Jair Marrufo   |
| Asistentes | Frank Anderson |
|            | Corey Rockwell |
| Cuarto     | Wilton Sampaio |

| VAR            | Danny Makkelie  |
| Asistentes VAR | Bruno Boschilia |
|                | Mark Geiger     |
|                | Mauro Vigliano  |

| 25    | POR   | Thibaut Courtois |     |
| 2     | DEF   | Dani Carvajal    |     |
| 5     | DEF   | Raphaël Varane   |     |
| 4     | DEF   | Sergio Ramos     |     |
| 12    | DEF   | Marcelo Vieira   |     |
| 10    | MED   | Luka Modrić      |     |
| 18    | MED   | Marcos Llorente  | 82' |
| 8     | MED   | Toni Kroos       | 70' |
| 17    | DEL   | Lucas Vázquez    | 84' |
| 9     | DEL   | Karim Benzema    |     |
| 11    | DEL   | Gareth Bale      |     |
| D. T. | D. T. | Santiago Solari  |     |

| 17    | POR   | Khalid Eisa         |     |
| 23    | DEF   | Mohamed Ahmed       | 64' |
| 5     | DEF   | Ismail Ahmed        |     |
| 14    | DEF   | Mohammed Fayez      |     |
| 33    | DEF   | Tsukasa Shiotani    |     |
| 3     | MED   | Tongo Doumbia       |     |
| 16    | MED   | Mohamed Abdulrahman | 67' |
| 74    | MED   | Hussein El Shahat   |     |
| 7     | MED   | Caio                |     |
| 43    | MED   | Rayan Yaslam        |     |
| 9     | DEL   | Marcus Berg         | 75' |
| D. T. | D. T. | Zoran Mamić         |     |

| 24 | MED | Dani Ceballos   | 70' |
| 14 | MED | Casemiro        | 82' |
| 28 | DEL | Vinícius Júnior | 84' |

| 11 | DEL | Bandar Al-Ahbabi | 64' |
| 6  | MED | Amer Abdulrahman | 67' |
| 88 | MED | Yahia Nader      | 75' |

| 14' · 60' · 79' · 90+1' | Luka Modrić Marcos Llorente Sergio Ramos Yahia Nader | 1 - 0 2 - 0 3 - 0 4 - 1 |

| 86' | Tsukasa Shiotani | 3 - 1 |

| 45' | Sergio Ramos |

| Principal  | Jair Marrufo   |
| Asistentes | Frank Anderson |
|            | Corey Rockwell |
| Cuarto     | Wilton Sampaio |

| VAR            | Danny Makkelie  |
| Asistentes VAR | Bruno Boschilia |
|                | Mark Geiger     |
|                | Mauro Vigliano  |

| 25    | POR   | Thibaut Courtois |     |
| 2     | DEF   | Dani Carvajal    |     |
| 5     | DEF   | Raphaël Varane   |     |
| 4     | DEF   | Sergio Ramos     |     |
| 12    | DEF   | Marcelo Vieira   |     |
| 10    | MED   | Luka Modrić      |     |
| 18    | MED   | Marcos Llorente  | 82' |
| 8     | MED   | Toni Kroos       | 70' |
| 17    | DEL   | Lucas Vázquez    | 84' |
| 9     | DEL   | Karim Benzema    |     |
| 11    | DEL   | Gareth Bale      |     |
| D. T. | D. T. | Santiago Solari  |     |

| 17    | POR   | Khalid Eisa         |     |
| 23    | DEF   | Mohamed Ahmed       | 64' |
| 5     | DEF   | Ismail Ahmed        |     |
| 14    | DEF   | Mohammed Fayez      |     |
| 33    | DEF   | Tsukasa Shiotani    |     |
| 3     | MED   | Tongo Doumbia       |     |
| 16    | MED   | Mohamed Abdulrahman | 67' |
| 74    | MED   | Hussein El Shahat   |     |
| 7     | MED   | Caio                |     |
| 43    | MED   | Rayan Yaslam        |     |
| 9     | DEL   | Marcus Berg         | 75' |
| D. T. | D. T. | Zoran Mamić         |     |

| 24 | MED | Dani Ceballos   | 70' |
| 14 | MED | Casemiro        | 82' |
| 28 | DEL | Vinícius Júnior | 84' |

| 11 | DEL | Bandar Al-Ahbabi | 64' |
| 6  | MED | Amer Abdulrahman | 67' |
| 88 | MED | Yahia Nader      | 75' |

| 14' · 60' · 79' · 90+1' | Luka Modrić Marcos Llorente Sergio Ramos Yahia Nader | 1 - 0 2 - 0 3 - 0 4 - 1 |

| 86' | Tsukasa Shiotani | 3 - 1 |

| 45' | Sergio Ramos |

| Principal  | Jair Marrufo   |
| Asistentes | Frank Anderson |
|            | Corey Rockwell |
| Cuarto     | Wilton Sampaio |

| VAR            | Danny Makkelie  |
| Asistentes VAR | Bruno Boschilia |
|                | Mark Geiger     |
|                | Mauro Vigliano  |

|                                                                       |
| Bandera de España                                                     |
| Campeón Real Madrid C. F.                                             |
| 4.to título 7.mo título mundial considerando la Copa Intercontinental |

## Estadísticas

### Tabla de rendimiento
En negrita el equipo campeón.
| Pos | Club               | Puntos | PJ | PG | PE | PP | GF | GC | Dif. | Rend. |
| --- | ------------------ | ------ | -- | -- | -- | -- | -- | -- | ---- | ----- |
| 1   | Real Madrid        | 6      | 2  | 2  | 0  | 0  | 7  | 2  | 5    | 100%  |
| 2   | Al-Ain             | 5      | 4  | 1  | 2  | 1  | 9  | 9  | 0    | 42%   |
| 3   | River Plate        | 4      | 2  | 1  | 1  | 0  | 6  | 2  | 4    | 67%   |
| 4   | Kashima Antlers    | 3      | 3  | 1  | 0  | 2  | 4  | 9  | -5   | 33%   |
| 5   | Espérance de Tunis | 1      | 2  | 0  | 1  | 1  | 1  | 4  | -3   | 17%   |
| 6   | Guadalajara        | 1      | 2  | 0  | 1  | 1  | 3  | 4  | -1   | 17%   |
| 7   | Team Wellington    | 1      | 1  | 0  | 1  | 0  | 3  | 3  | 0    | 33%   |

Actualizado al 22 de diciembre de 2018.

### Tabla de goleadores
Al goleador le corresponde la Bota de oro del campeonato, al segundo goleador la Bota de plata y al tercero la Bota de bronce.
| Jugador                                                             | Equipo      | Anotado | Minutos jugados |
| ------------------------------------------------------------------- | ----------- | ------- | --------------- |
| Gareth Bale                                                         | Real Madrid | 3       | 150'            |
| Rafael Santos Borré                                                 | River Plate | 3       | 210'            |
| Gonzalo Martínez                                                    | River Plate | 2       | 111'            |
| Marcus Berg                                                         | Al-Ain      | 2       | 202'            |
| Tsukasa Shiotani                                                    | Al-Ain      | 2       | 420'            |
| Bruno Zuculini                                                      | River Plate | 1       | 90'             |
| Luka Modrić                                                         | Real Madrid | 1       | 180'            |
| Caio                                                                | Al-Ain      | 1       | 420'            |
| Actualizado al último partido disputado el 22 de diciembre de 2018. |             |         |                 |

### Jugadores con tres o más goles en un partido
| Pos. | Jugador     | Goles | Fecha                   | Local           |                  | Resultado |                   | Visitante   | Reporte                                                              |
| ---- | ----------- | ----- | ----------------------- | --------------- | ---------------- | --------- | ----------------- | ----------- | -------------------------------------------------------------------- |
| 1    | Gareth Bale | 3     | 19 de diciembre de 2018 | Kashima Antlers | Bandera de Japón | 1 - 3     | Bandera de España | Real Madrid | Semifinales Archivado el 19 de diciembre de 2018 en Wayback Machine. |

### Premio Fair Play
El premio Fair Play de la FIFA se lo otorga al equipo participante que haya logrado el juego más limpio en el campeonato.
| Equipo            |
| Real Madrid C. F. |
| ----------------- |

### Premio Alibaba Cloud
El premio Alibaba Cloud es entregado al mejor jugador de la final.
| Jugador         | Equipo            |
| Marcos Llorente | Real Madrid C. F. |
| --------------- | ----------------- |

### Balones de Oro, Plata y Bronce Adidas
El Balón de Oro Adidas es un reconocimiento entregado por la firma alemana de indumentaria patrocinante del Mundial de Clubes, para el mejor jugador de la final. Asimismo, también son entregados los Balones de Plata y Bronce para los considerados segundo y tercero mejores jugadores de la final, respectivamente.
| Jugador             | Equipo            |
| ------------------- | ----------------- |
| Gareth Bale         | Real Madrid C. F. |
| Caio                | Al-Ain F. C.      |
| Rafael Santos Borré | C. A. River Plate |